# Etisalat Headquarters
L'Etisalat Headquarters est un gratte-ciel d'Abou Dabi, capitale des Émirats arabes unis. Il a été construit en 2001 et mesure 185 mètres pour 37 étages. C'est l'un des premiers gratte-ciel de la ville.
Les architectes sont l'uruguayen Carlos Ott et l'agence Adel Al Mojil Engineering Consultant